# Epilacydes rachis
Epilacydes rachis är en fjärilsart som beskrevs av Embrik Strand 1915. Epilacydes rachis ingår i släktet Epilacydes och familjen björnspinnare. Inga underarter finns listade i Catalogue of Life.